# CF Montréal
Maillots
Actualités
Dernière mise à jour : 30 novembre 2023.
Le CF Montréal, est une équipe canadienne de soccer et une franchise de Major League Soccer (MLS) basée à Montréal au Québec. 
Affiliée à l'Association canadienne de soccer et à la Fédération de soccer du Québec, l'équipe, fondée en 1992 est, depuis 2012, une des franchises de la Major League Soccer (MLS), le championnat d'élite des États-Unis et du Canada.
L'équipe a notamment participé aux quarts de finale de la Ligue des champions de la CONCACAF 2008-2009 et à la finale de l'édition 2014-2015. Le club dispute ses matchs à domicile au Stade Saputo, un amphithéâtre spécifique pour le soccer de 19 619 sièges, et pour certaines autres occasions, au Stade olympique de Montréal.

## Histoire

### Soccer à Montréal
Malgré la création de l'Association canadienne de soccer et de la Fédération de soccer du Québec dès 1911, ce n'est qu'en 1971 qu'est créé le premier club professionnel du Québec, l'Olympique de Montréal. Il intègre la North American Soccer League, la première grande ligue professionnelle de soccer en Amérique du Nord où la majorité des équipes sont basées aux États-Unis. L'équipe disparaît après seulement trois saisons. En 1981, la brasserie Molson rachète la franchise du Fury de Philadelphie (en) et la relocalise à Montréal sous le nom de Manic de Montréal. Dès ses débuts, l'équipe remporte des succès et devient « même une concession clé de la ligue ». Pendant les saisons 1981 et 1982, l'équipe obtient beaucoup de succès auprès des amateurs de soccer montréalais et québécois et attire même une foule record de 58 542 personnes lors d'un match ayant lieu le 2 septembre 1981. La saison 1983 s'avère beaucoup plus difficile et le Manic est forcé de cesser ses activités à la fin de la saison 1983,. La NASL disparaît un an plus tard en 1984.
En 1987 est créée la Ligue canadienne de soccer, le premier championnat national du Canada. Le Supra Montréal est créé en 1988 pour intégrer la LCS pour sa deuxième saison. À l'issue de la saison 1992, la Ligue canadienne de soccer et le Supra Montréal sont dissous[source secondaire souhaitée].

### Création d'un club ambitieux et premier titre en APSL (1992-1994)
Le 10 décembre 1992, quelques mois seulement après la disparition de la Ligue canadienne de soccer, la famille Saputo et Jean Doré, le Maire de la ville de Montréal, annoncent lors d'une conférence de presse la création d'une nouvelle franchise en American Professional Soccer League (APSL), ligue nouvellement créée équivalente au premier niveau de l'échelle du soccer nord-américain. Sur le point d'accueillir la Coupe du monde 1994, les États-Unis sont alors, à la demande de la FIFA, en train de restructurer le sport sur le continent. Ce n'est que le 2 février 1993 que la nouvelle équipe dévoile son identité avec le nom d'Impact de Montréal ainsi que les couleurs bleu-blanc-noir qui la caractérisent. Eddie Firmani, entraîneur du Cosmos de New York de Franz Beckenbauer, du Manic de Montréal (1981-1982) et du Supra de Montréal (1991-1992) fait un deuxième retour dans la métropole québécoise en devenant officiellement le premier entraîneur du premier club de la province.
Pour la saison 1993, l'Impact de Montréal est rejoint par les 86ers de Vancouver et le Blizzard de Toronto qui participent aussi à l'APSL après la fin des activités de la CSL l'année précédente. Lors de sa première rencontre officielle, l'Impact, emmené par son capitaine français Patrice Ferri, affronte le Salsa de Los Angeles le 14 mai 1993 et s'incline aux tirs au but lancés après un verdict nul de 2-2 où l'international canadien Dino Lopez inscrit le premier but de l'histoire du club,. Une semaine plus tard, pour une première rencontre à domicile au Centre Claude-Robillard, Montréal dispose des Rowdies de Tampa Bay devant 5 380 spectateurs dans une soirée qui marque le retour du soccer professionnel au Québec. Néanmoins, la première saison de l'Impact de Montréal ne connaît pas le succès sportif espéré et la nouvelle franchise termine au pied du classement composé de sept équipes, hors du portrait des séries éliminatoires. Pour expliquer ce premier exercice en demi-teinte, l'entraîneur Eddie Firmani évoque une erreur importante, celle d'avoir sous-estimé le niveau de la ligue et pas effectué un recrutement efficace dans une ligue où inscrire des buts peut être le juge de paix pour la qualification en séries éliminatoires,.
Alors que la saison 1994 démarre le 1er juillet, l'entraîneur vedette Eddie Firmani démissionne le 29 juin et c'est le Lavallois Valerio Gazzola, un de ses adjoints, qui prend les rênes de l'équipe de manière précipitée. Pour renforcer une offensive mal en point en 1993, l'Impact fait appel aux services de joueurs comme Jean Harbor, alors meilleur buteur de l'histoire en APSL, et Philip Gyau. Côté défensif, le vétéran Enzo Concina ou encore le gardien Paolo Ceccarelli bouclent un recrutement ambitieux tandis que le capitaine Patrice Ferri est annoncé de retour dans la presse en mai 1994.
Après une bonne présaison menée par Firmani, la troupe de Gazzola commence sa saison par une victoire de 1-0 face aux Rockets de Toronto le 1er juillet, grâce à un but de Lloyd Barker devant une foule de 2 865 spectateurs à Montréal. Pour conclure une saison régulière commencée par cinq affrontements contre Toronto uniquement au mois de juillet et une série de sept victoires d'affilée en août et septembre, l'Impact écrase les Strikers de Fort Lauderdale le 25 septembre par la marque de 5-1 avant d'entrer en séries éliminatoires. Le bilan honorable de Gazzola avec douze victoires pour huit défaites offre une troisième place au classement et une première chance à l'équipe montréalaise en séries éliminatoires de fin de saison. Dans un affrontement avec son poursuivant au tableau, l'Impact se défait du Salsa de Los Angeles avec deux succès, le second étant acquis aux tirs au but lancés en terre californienne.
Quelques jours plus tard, le 15 octobre 1994, lors de la première finale de l'histoire du club montréalais, se dressent les Foxes du Colorado. Tandis que la Ligue nationale de hockey est en « lock-out » et les Expos de Montréal subissent une grève générale dans la ligue, l'attention médiatique est portée sur les joueurs du Bleu-Blanc-Noir et la nouvelle entité qu'est l'Impact, alors peu connue du public et reconnue dans le monde des médias. Les Foxes du Colorado partent favoris avec un bilan de sept victoires en autant de rencontres face à l'Impact, en plus d'être double tenants du titre après leur succès en 1992 et 1993. Grâce à une réalisation sur coup franc de l'international américain et joueur par excellence de l'équipe, Jean Harbor, déjà auteur de huit buts en saison régulière, la formation québécoise remporte la rencontre 1-0 devant ses 8 169 partisans au Centre Claude-Robillard, dont beaucoup se ruent sur la pelouse pour congratuler leurs joueurs et leur arracher les maillots. À une époque faste pour le sport montréalais où les Canadiens de Montréal soulèvent leur vingt-quatrième Coupe Stanley en 1993, l'Impact obtient le premier titre majeur pour une équipe professionnelle de soccer à Montréal,. Pour célébrer ce premier titre national dans le soccer montréalais, une parade traditionnelle est organisée sur la rue Sainte-Catherine et, pour l'occasion, le père du Président Joey Saputo, Lino Saputo prête ses voitures de collection aux joueurs et à l'encadrement technique pour agrémenter le défilé où plusieurs milliers de Montréalais acclament leurs nouveaux héros pourtant inconnus quelques mois plus tôt,.

### L'aventure en A-League
En 1995, la APSL devient la A-League. Montréal termine premier du championnat et se qualifie pour les phases éliminatoires. Elle s'incline en demi-finale face au Ruckus d'Atlanta. Les deux saisons suivantes, l'Impact termine également premier de la saison régulière sans toutefois sortir vainqueur en séries.
Parallèlement, l'équipe participe pendant trois saisons, de 1997 à 2000, au championnat de soccer intérieur de la National Professionnal Soccer League (NPSL) durant la saison morte du championnat de la A-League. Malgré les ambitions présentées à l'été 1997, visant notamment des assistances de 5 000 à 6 000 spectateurs au Centre Molson, l'équipe remporte peu de succès autant sur le terrain qu'aux guichets et cesse de participer à ce championnat après la saison 1999-2000.

### Faillite puis sauvetage du club
En 1999, l'équipe annonce qu'elle ne disputera pas de saison extérieure. Le 15 mars de la même année, le Groupe Saputo, propriétaire de l'équipe depuis ses débuts en 1992, vend l'équipe à un groupe de douze investisseurs locaux qui ont chacun payé 20 000$ pour mettre la main sur le club.
L'Impact fait un retour sur les terrains extérieurs en 2000. Le 20 juillet 2001, Strato Gavriil, le représentant des propriétaires de l'Impact, déclare la faillite du club, une douzaine de matchs avant la fin de la saison Joey Saputo est nommé administrateur et un plan drastique d'économie permet de sauver la fin de saison. Un plan de cinq ans porté par le gouvernement du Québec et Hydro-Québec permet de remettre le club sur pied. Le club survit grâce à des subventions gouvernementales et ses investisseurs. L'équipe remporte la Coupe de Montréal, petit tournoi regroupant six équipes.

### Retour à la compétition et reconnaissance en USL (2005-2008)
En 2002, Eduardo Sebrango édite un nouveau record en inscrivant 18 buts. L'équipe remporte aussi sa première Coupe des Voyageurs, nouvellement créée. C'est en 2004, lors de l'ultime saison de la A-League, que l'Impact décroche enfin le titre de champion en battant les Sounders de Seattle 2-0 en finale.
En 2005, l'Impact rejoint la première division de l'USL, qui remplace la A-League, qui est cependant l'équivalent de la 2e division dans la pyramide du soccer en Amérique du Nord derrière la MLS. Il termine premier de la saison régulière et annonce la construction d'un nouveau stade. La saison 2006 est faste: le club termine encore premier de la saison régulière, fête la 200e victoire de son histoire en s'imposant face aux Sounders 2 à 1 à Seattle le 15 juillet et, le 25 août, dépasse la barre des 1 million de spectateurs cumulés en saison régulière depuis ses débuts en 1993. Malheureusement, une nouvelle fois le club n'arrive pas à confirmer ses bonnes performances lors des séries éliminatoires. En 2006 est également annoncée la création d'un club de réserve: l'Attak de Trois-Rivières, qui joue dès la saison 2007 dans la Ligue canadienne de soccer (Canadian Soccer League).
- 2007 : Le 11 mai Frederico Moojen a inscrit le 500e but de l'histoire du club.
- 2008 : Le 19 mai est marqué par l'ouverture du stade Saputo. Le résultat est un match nul 0-0 contre les Whitecaps de Vancouver. Le 27 mai, Marco Vélez du Toronto FC marque le premier but dans l'histoire du stade. Le 10 juin, John Limniatis devient le nouvel entraîneur de l'équipe. Le 13 juin, Rocco Placentino marque le premier but du club au Stade Saputo; l'équipe gagne son premier match dans son nouveau stade. C'est aussi la première victoire de John Limniatis en tant qu'entraîneur-chef.

### Reconnaissance internationale (2008-2009)
Cette section ne s'appuie pas, ou pas assez, sur des sources secondaires ou tertiaires indépendantes du sujet. Le texte peut contenir des analyses inexactes ou inédites de sources primaires.
Pour l'améliorer, ajoutez-en, ou placez des modèles {{Source secondaire souhaitée}} ou {{Source secondaire nécessaire}} sur les passages mal sourcés. (décembre 2023)

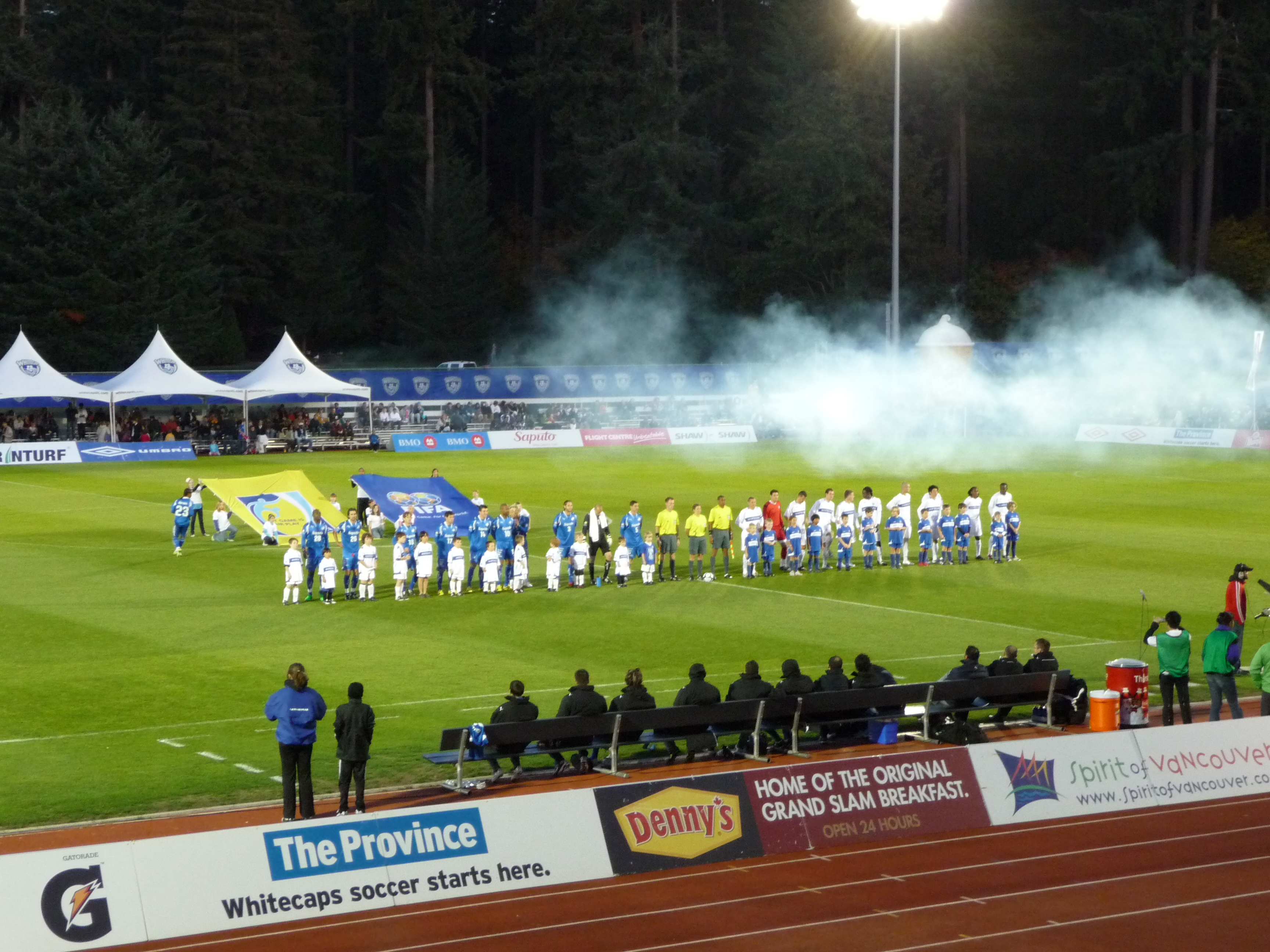
Finale aller du championnat de USL à Vancouver en 2009.

En 2008, à la suite de la refonte de la Coupe des clubs champions de la CONCACAF en véritable Ligue des champions, l'Association canadienne de soccer (ACS) créé le Championnat canadien pour déterminer l'équipe qui représentera le Canada lors de cette compétition de la CONCACAF. Le Championnat canadien 2008 ne devait être qu'une formalité pour le Toronto FC, la seule équipe canadienne de MLS, mais c'est bel et bien l'Impact, équipe de 2e division, qui remporte cette compétition en 4 matchs et devient, le 22 juillet, le premier club canadien à se qualifier pour la Ligue des champions de la CONCACAF. Un mois et demi plus tard, l'Impact se qualifie pour la phase de groupe de la Ligue des champions en défaisant le club nicaraguayen du Real Esteli le 2 septembre.
Enchaînant les matchs à un rythme effréné, l'Impact parvient à mener de front le championnat USL, puis les séries finales de cette ligue et enfin la phase de groupe de la Ligue des champions avec une certaine réussite. Le onze montréalais termine ainsi 3e de saison régulière et parvient en demi-finale des séries de l'USL. Surtout, le club se qualifie pour les quarts-de-finale de la Ligue des Champions CONCACAF contre le club mexicain du Santos Laguna.
Le 25 février 2009, l'Impact s'impose 2-0 à domicile contre le Santos Laguna grâce à un doublé d'Eduardo Sebrango devant une foule record pour cette compétition de 55 571 spectateurs réunis au Stade olympique de Montréal. Lors du match retour à Torreón, les Québécois défendent crânement leurs chances et sont virtuellement qualifiés pour la ronde suivante à la fin du temps réglementaire en n'étant mené que 3-2. L'équipe s'effondre dans les arrêts de jeu et encaisse un doublé de Carlos Darwin Quintero. L'Impact est ainsi éliminé de la Ligue des Champions CONCACAF 5 à 2 au total des buts après un parcours inespéré.
Le 14 mai, l'entraîneur John Limniatis est congédié. Le 17 octobre, au terme d'une saison marquée par les déboires sportifs et extra-sportifs, l'Impact de Montréal réalise un sans faute en séries éliminatoires (6 victoires en autant de parties) et s'impose dans la série finale face aux Whitecaps de Vancouver, 6-3 au total des buts, devant une salle comble au Stade Saputo. À la suite de ce titre et du beau parcours en Ligue des champions, l'emblématique capitaine Mauro Biello annonce sa retraite le 19 novembre.

### Transition vers l'élite et la MLS (2010-2011)
Cette section ne s'appuie pas, ou pas assez, sur des sources secondaires ou tertiaires indépendantes du sujet. Le texte peut contenir des analyses inexactes ou inédites de sources primaires.
Pour l'améliorer, ajoutez-en, ou placez des modèles {{Source secondaire souhaitée}} ou {{Source secondaire nécessaire}} sur les passages mal sourcés. (décembre 2023)
À la suite de l'exposition offerte par les bons résultats en 2008 et 2009, on parle de plus en plus de l'accession de l'Impact en MLS, d'autant plus que l'USL connaît des difficultés. Une dizaine d'équipes, dont l'Impact, demandent à faire sécession de l'USL à la suite des changements de propriétaires de la deuxième division nord-américaine. Joey Saputo est un des leaders de cette fronde contre l'USL et annonce la création d'une nouvelle ligue. Cette dernière reprend le nom de North American Soccer League. Un compromis est trouvé pour la saison 2010 et, le 10 avril, débute l'USSF Division 2 Professional League qui regroupe 12 équipes USL et NASL, incluant le onze montréalais. Quelques semaines plus tard, le 7 mai 2010, l'Impact annonce officiellement qu'elle deviendra la 19e équipe de la Major League Soccer (MLS) en 2012, après de longues négociations. L'Impact finit la saison régulière en milieu de tableau à la 6e place et est éliminé en demi-finale par les Railhawks de la Caroline (1-0 ; 0-2).
Nick De Santis est nommé au poste de directeur sportif pour préparer la saison MLS 2012 dès le 31 janvier 2011. Pour la saison 2011, l'Impact fait partie des 8 équipes de la première saison de la NASL, nouvelle formule. Malgré des victoires de prestige en matchs amicaux contre des équipes de MLS (3-0 contre le FC Dallas, 1-0 contre les Red Bulls de New York), l'Impact est rapidement distancé au classement et est éliminé dès le 1er tour du Championnat canadien par les Whitecaps de Vancouver. À la suite de ce départ calamiteux, l'entraîneur Marc Dos Santos démissionne le 28 juin et Eduardo Sebrango sort de sa retraite le lendemain. Grâce à ces changements et plusieurs recrues, l'Impact redresse la barre et les résultats sont meilleurs. L'équipe termine sur une bonne note en étant la meilleure équipe de la ligue en deuxième moitié de saison. Ce ne sera cependant pas suffisant car l'Impact termine 7e sur 8 équipe, à un point du 6e rang, et ne participe pas aux séries finales.
Jesse Marsch, le premier entraîneur de l'Impact en MLS, dirige pour la première fois un entraînement au stade Saputo le 3 octobre 2011. Il s'agit pendant une semaine de mettre à l'essai les joueurs convoqués en vue d’une place en MLS. Ce jour-là correspond également à l'annonce du premier joueur sous contrat MLS à Montréal : le défenseur colombien de l'Inter Milan Nelson Rivas. À l'issue de ce camp, Hassoun Camara, joueur de l'année 2011, est le second joueur confirmé pour la saison 2012. L'entraînement ne reprendra qu'en janvier 2012.

### Premières saisons en Major League Soccer (2012-2014)

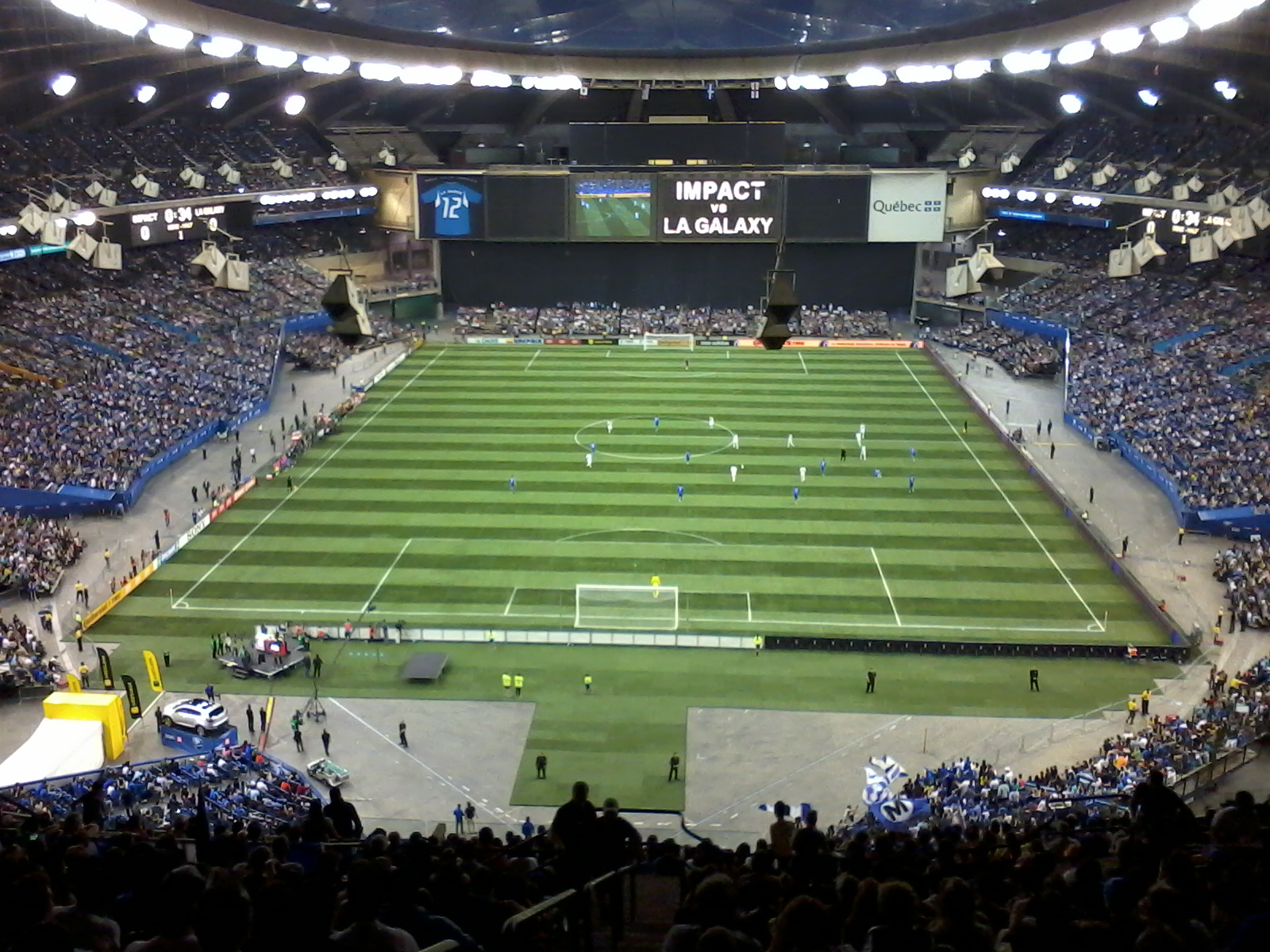
Match de l'Impact de Montréal en MLS le 12 mai 2012, 60860 spectateurs au Stade olympique, record d'affluence pour un match de soccer au Canada.

Les principaux joueurs sous contrat pour les débuts du club en ligue majeure sont Donovan Ricketts, Davy Arnaud, Nelson Rivas, Matteo Ferrari, Bernardo Corradi, et Zarek Valentin. Pour son premier choix au repêchage de la MLS (nommé SuperDraft), Montréal choisit le jeune Américain Andrew Wenger, joueur ayant excellé tant à la défense qu'à l'attaque dans les rangs collégiaux américains.
Le 24 mai 2012, le club de soccer montréalais signe Marco Di Vaio, soit le premier joueur désigné de l'équipe. L'attaquant italien dispute son premier match le 27 juin 2012.
Le 3 juillet 2012, l'Impact trouve un accord avec l'AC Milan pour le transfert d'Alessandro Nesta, qui rejoint son ami Marco Di Vaio.
Après le départ de Jesse Marsch, Marco Schällibaum devient le nouvel entraîneur en chef de l'Impact. L'équipe semble déjà mieux structurée que l'année précédente, alors qu'elle sort championne et invaincue du Walt Disney World Pro Soccer Classic 2013.

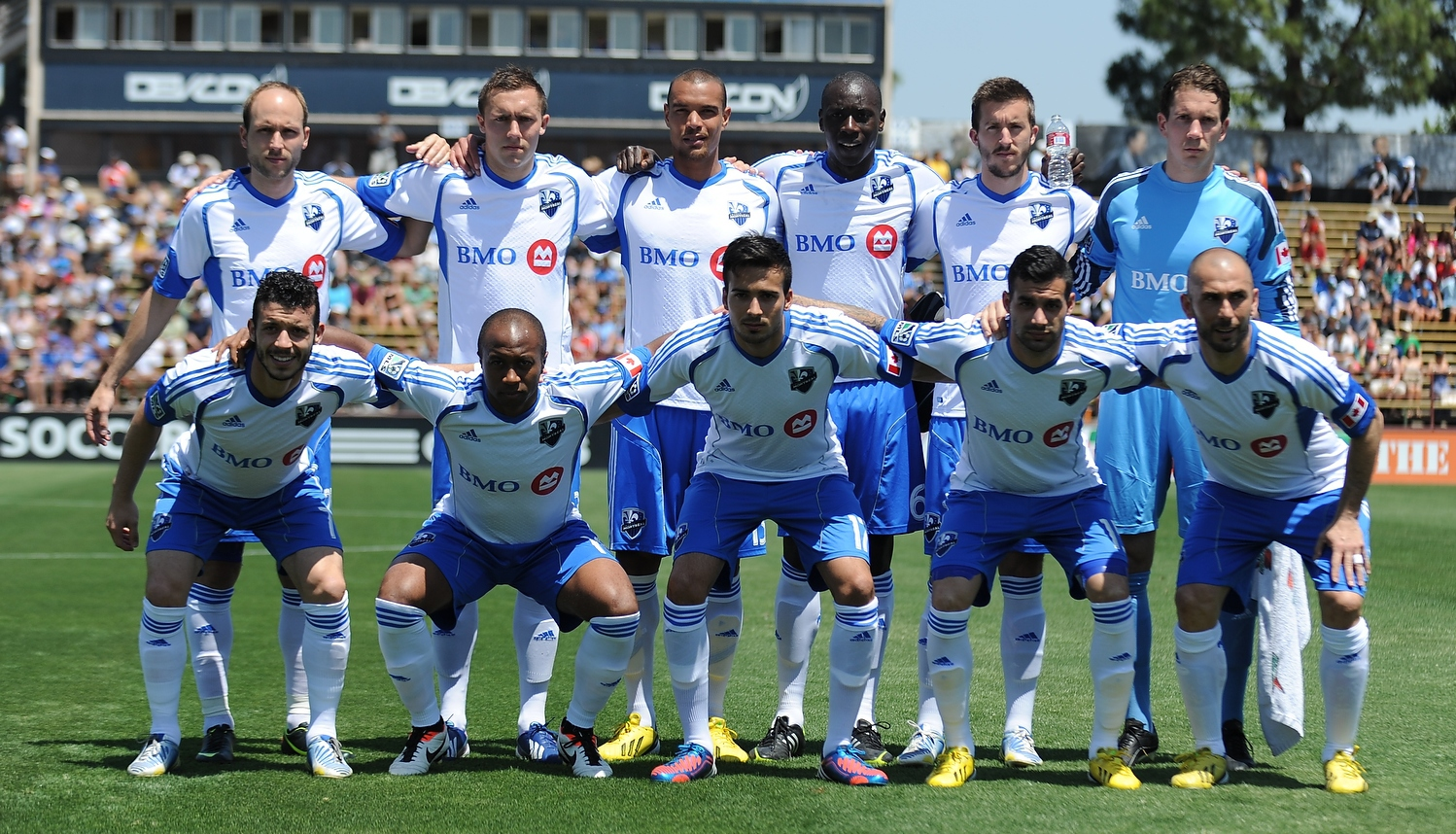
L'équipe en 2013.

L'Impact est toujours invaincu à domicile, toute compétition confondue, en 2013. En MLS, l'Impact se classe parmi les meilleures équipes du circuit. L'éclosion de l'Impact de Montréal est principalement due à trois joueurs: Marco Di Vaio, qui est en course pour le titre de meilleur buteur de la ligue, Patrice Bernier, véritable pierre angulaire de l'équipe, et Troy Perkins, qui s'impose comme un gardien dominant de la ligue.
Lors de la demi-finale du Championnat canadien, l'Impact réussi un revirement de situation lors du match retour. Après avoir perdu une partie difficile à Toronto 2-0, l'équipe s'impose largement à domicile par la marque de 6-0. Pour la finale, l'Impact bat les Whitecaps de Vancouver et devient alors champion canadien et se qualifie pour la Ligue des champions de la CONCACAF pour la deuxième fois de son histoire. L'équipe ne passera cependant pas la phase de groupes.
Le 18 décembre 2013, Frank Klopas est nommé entraîneur-chef et directeur du personnel de l'Impact de Montréal. Il remplace Marco Schällibaum. Malgré l'obtention du championnat canadien pour une deuxième fois consécutive, l'Impact termine l'année 2014 au dernier rang de la MLS avec seulement 28 points et six victoires. Malgré cette piètre saison, Frank Klopas demeure en poste alors que le joueur vedette Marco Di Vaio prend sa retraite le 25 octobre 2014.

### Finale continentale et dimension internationale (2015-2017)
Le début de la saison 2015 est marqué par un excellent parcours en Ligue des champions où le club accède à la finale face au Club América de Mexico. L'Impact obtient un honorable match nul 1-1 dans le mythique Stade Azteca pour le match aller. Menant 1-0 à la mi-temps du match retour grâce à un but d'Andrés Romero à la huitième minute, le bleu blanc noir s'effondre en deuxième mi-temps et s'incline 2-4 devant les 61 004 spectateurs du Stade olympique de Montréal qui fait salle comble.
Le 27 juillet 2015, l'Impact fait l'acquisition de l'attaquant international ivoirien Didier Drogba, ce qui marque un tournant dans l'histoire du club et lui donne une plus grande visibilité internationale,.
Le 30 août, l'Impact annonce que Mauro Biello remplace Frank Klopas à titre d'entraîneur-chef par intérim, à la suite de la défaite de 2-1 contre le Toronto FC. L'Impact termine sa saison régulière 2015, au troisième rang de la conférence de l'Est, qualifiés pour les séries pour la deuxième fois de son histoire, mais perd en demi-finales de conférence, contre le Crew SC de Columbus 4-3, au pointage du total des buts.
Lors de la saison 2016, l'Impact se classe à la cinquième place de la Conférence de l'Est et atteint la finale de la conférence Est mais échoue face au Toronto FC.

### L'ère des «entraîneurs désignés» et nouvelle identité (depuis 2018)
La saison 2017 marque la fin d'une ère : à l'issue d'une saison régulière décevante l'équipe ne parvient pas à se qualifier pour les séries éliminatoires, le capitaine Patrice Bernier joue le dernier match de sa carrière, l’entraîneur Mauro Biello est remercié et Hassoun Camara prend sa retraite pour raisons médicales.
Le 8 novembre 2017, l'ancien entraîneur de l'Olympique lyonnais Rémi Garde est nommé entraîneur-chef en vue de la saison 2018 pour un mandat de trois ans, cette date marque alors le début d'une ère des « entraîneurs désignés ».. Il s'entoure d'un encadrement technique à forte identité lyonnaise (Joël Bats, Robert Duverne puis Rémi Vercoutre...). Après un début de saison catastrophique, l'Impact termine la saison à la septième place de la conférence et ne se qualifie pas pour les séries.
Le 22 janvier 2019, le propriétaire Joey Saputo annonce un changement majeur à la tête du club : après avoir présidé l'Impact pendant 25 ans, il délègue le poste à Kevin Gilmore, ancien vice-président exécutif du club des Canadiens de Montréal. Ce dernier licencie Rémi Garde en août 2019 à la suite d'une série de contre-performances, alors que l'équipe est encore en course pour les séries et qualifiée pour la finale du championnat canadien.
Thierry Henry est nommé nouvel entraineur-chef le 14 novembre 2019. Son arrivée à la barre de l'Impact reçoit un grand écho médiatique à l'international.
Le 14 janvier 2021, l'Impact de Montréal devient le Club de Foot Montréal, opérant à un changement complet d'identité, accompagné d'un nouveau logo à l'aube de la saison 2021. La plupart des groupes de supporteurs du club s'opposent au changement de nom,. Une pétition à cet effet, recueillant l'appui de tous les groupes du Kop Montréal, ainsi que de plus de 5 980 partisans, est organisé dès l'apparition de rumeurs. Dans la foulée, pour des raisons familiales, Thierry Henry quitte ses fonctions d'entraîneur le 25 février. Deux semaines plus tard, son ancien adjoint Wilfried Nancy est promu au poste d'entraîneur-chef. Le 17 avril 2021, à son premier match en tant qu’entraineur, il signe sa première victoire avec l’équipe sur un score de 4 à 2 contre le Toronto FC,.
En 2022, le club connait la meilleure saison de son histoire en MLS avec une fiche de vingt victoires, neuf défaites et cinq matchs nuls ainsi que plusieurs records battus. Le club atteint notamment le record de onze victoires à l’extérieur en une saison ainsi et réussit à obtenir sept victoires consécutives sur la route, ce qui lui permet d’atteindre le top 3 du classement général de MLS à la fin de la saison, tout juste au-dessous de Philadelphie et du Los Angeles FC. Plusieurs joueurs réussissent à se démarquer cette année-là, particulièrement Djordje Mihailovic, le Hondurien Romell Quioto, Ismaël Koné et l’international canadien Kamal Miller ainsi que les nouveaux arrivants Kei Kamara et Alistair Johnston, également international canadien. Mais le bon exercice 2022 s'achève sur une défaite 1-3 au Stade Saputo en demi-finale de conférence face au New York City FC. Malgré cette saison record, Wilfried Nancy quitte le club le 6 décembre 2022 afin de rejoindre le Crew de Columbus. Le 21 décembre suivant, Hernán Losada est nommé nouvel entraineur-chef du CF Montréal. Le 9 novembre 2023, le CF Montréal décide de se séparer de son entraîneur-chef, Hernan Losada, après une seule saison à la barre de l'équipe. Ils ont aussi remercié certains joueurs dont le québécois Zachary Breault-Gillard

## Palmarès et records

### Palmarès
| Compétitions nationales | Compétitions internationales                                                  | Trophées mineurs                                          |
| - Coupe des Voyageurs - Vainqueur : 2002, 2003, 2004, 2005, 2006, 2007, 2008, 2013, 2014, 2019 et 2021 - Championnat canadien - Vainqueur : 2008, 2013, 2014, 2019 et 2021 - Finaliste : 2015, 2017 et 2023 - Première division des United Soccer Leagues - Champion : 1994, 2004 et 2009 - Vainqueur de la saison régulière : 1995, 1996, 1997, 2005 et 2006 | - Ligue des champions de la CONCACAF - Finaliste : 2015 - Cinq participations | - Walt Disney World Pro Soccer Classic - Vainqueur : 2013 |

### Bilan par saison
| Année         | Niv.           | Ligue              | Saison régulière | Saison régulière | Saison régulière | Saison régulière | Saison régulière | Saison régulière | Saison régulière | Position       | Position       | Séries éliminatoires      | Championnat canadien | Ligue des champions CONCACAF | Affl. moy. saison régulière | Affl. moy. séries éliminat. |
| Année         | Niv.           | Ligue              | M                | V                | N                | D                | BP               | BC               | Pts              | Conf.          | Ligue          | Séries éliminatoires      | Championnat canadien | Ligue des champions CONCACAF | Affl. moy. saison régulière | Affl. moy. séries éliminat. |
| ------------- | -------------- | ------------------ | ---------------- | ---------------- | ---------------- | ---------------- | ---------------- | ---------------- | ---------------- | -------------- | -------------- | ------------------------- | -------------------- | ---------------------------- | --------------------------- | --------------------------- |
| 1993          | 1              | APSL               | 24               | 11               | -                | 13               | 28               | 33               | 90               | -              | 7e             | Non qualifié              | N/A                  | Non qualifié                 |                             | N/Q                         |
| 1994          | 1              | APSL               | 20               | 12               | -                | 8                | 27               | 18               | 93               | -              | 3e             | Champion                  | N/A                  | Non qualifié                 | 3 215                       | 5 377                       |
| 1995          | 2              | A-League           | 24               | 17               | -                | 7                | 47               | 27               | 51               | -              | 1er            | Demi-finale               | N/A                  | Non qualifié                 | 5 075                       | 2 792                       |
| 1996          | 2              | A-League           | 27               | 21               | -                | 6                | 40               | 18               | 55               | -              | 1er            | Demi-finale               | N/A                  | Non qualifié                 | 4 868                       | 7 212                       |
| 1997          | 2              | A-League           | 28               | 21               | -                | 7                | 58               | 19               | 61               | 1er            | 1er            | Finale de division        | N/A                  | Non qualifié                 | 5 066                       | 4 139                       |
| 1998          | 2              | A-League           | 28               | 21               | -                | 7                | 47               | 33               | 47               | 2e             | 9e             | Demi-finale de conférence | N/A                  | Non qualifié                 | 4 008                       | 4 630                       |
| 1999          | Saison annulée | Saison annulée     | Saison annulée   | Saison annulée   | Saison annulée   | Saison annulée   | Saison annulée   | Saison annulée   | Saison annulée   | Saison annulée | Saison annulée | Saison annulée            | Saison annulée       | Saison annulée               | Saison annulée              | Saison annulée              |
| 2000          | 2              | A-League           | 28               | 12               | 3                | 13               | 34               | 41               | 54               | 4e             | 18e            | Non qualifié              | N/A                  | Non qualifié                 | 2 338                       | N/Q                         |
| 2001          | 2              | A-League           | 26               | 10               | 2                | 14               | 29               | 37               | 45               | 4e             | 14e            | Non qualifié              | N/A                  | Non tenue                    | 2 103                       | N/Q                         |
| 2002          | 2              | A-League           | 28               | 16               | 3                | 9                | 39               | 29               | 72               | 2e             | 5e             | Demi-finale de conférence | Champion             | Non qualifié                 | 5 178                       | 6 038                       |
| 2003          | 2              | A-League           | 28               | 16               | 6                | 6                | 40               | 21               | 54               | 1er            | 2e             | Finale de division        | Champion             | Non qualifié                 | 7 236                       | 7 611                       |
| 2004          | 2              | A-League           | 28               | 17               | 5                | 6                | 36               | 15               | 56               | 1er            | 2e             | Champion                  | Champion             | Non qualifié                 | 9 279                       | 9 187                       |
| 2005          | 2              | USL First Division | 28               | 18               | 7                | 3                | 37               | 15               | 61               | -              | 1er            | Demi-finale               | Champion             | Non qualifié                 | 11 176                      | 6 411                       |
| 2006          | 2              | USL First Division | 28               | 14               | 9                | 5                | 31               | 15               | 51               | -              | 1er            | Demi-finale               | Champion             | Non qualifié                 | 11 554                      | 8 504                       |
| 2007          | 2              | USL First Division | 28               | 14               | 8                | 6                | 32               | 21               | 50               | -              | 3e             | Quart de finale           | Champion             | Non qualifié                 | 11 036                      | 8 165                       |
| 2008          | 2              | USL First Division | 30               | 12               | 6                | 12               | 33               | 28               | 42               | -              | 3e             | Demi-finale               | Champion             | Non qualifié                 | 12 696                      | 7 748                       |
| 2009          | 2              | USL First Division | 30               | 12               | 7                | 11               | 32               | 31               | 43               | -              | 5e             | Champion                  | Troisième            | Quart de finale              | 12 033                      | 7 908                       |
| 2010          | 2              | USSF D2            | 30               | 12               | 7                | 11               | 36               | 30               | 43               | 3e             | 6e             | Demi-finale               | Troisième            | Non qualifié                 | 12 397                      | 5 301                       |
| 2011          | 2              | NASL               | 28               | 9                | 8                | 11               | 35               | 27               | 35               | -              | 7e             | Non qualifié              | Demi-finale          | Non qualifié                 | 11 507                      | N/Q                         |
| Entrée en MLS |                |                    |                  |                  |                  |                  |                  |                  |                  |                |                |                           |                      |                              |                             |                             |
| Année         | Niv.           | Ligue              | Saison régulière | Saison régulière | Saison régulière | Saison régulière | Saison régulière | Saison régulière | Saison régulière | Position       | Position       | Coupe MLS                 | Championnat canadien | Ligue des champions CONCACAF | Affl. moy. saison régulière | Affl. moy. séries éliminat. |
| Année         | Niv.           | Ligue              | M                | V                | N                | D                | BP               | BC               | Pts              | Conf.          | Ligue          | Coupe MLS                 | Championnat canadien | Ligue des champions CONCACAF | Affl. moy. saison régulière | Affl. moy. séries éliminat. |
| 2012          | 1              | MLS                | 34               | 12               | 6                | 16               | 45               | 51               | 42               | 7e             | 12e            | Non qualifié              | Demi-finale          | Non qualifié                 | 22 772                      | N/Q                         |
| 2013          | 1              | MLS                | 34               | 14               | 7                | 13               | 50               | 49               | 49               | 5e             | 11e            | Premier tour              | Champion             | Phase de groupes             | 20 603                      | N/A                         |
| 2014          | 1              | MLS                | 34               | 6                | 10               | 18               | 38               | 58               | 28               | 10e            | 19e            | Non qualifié              | Champion             | Non qualifié                 | 17 557                      | N/Q                         |
| 2015          | 1              | MLS                | 34               | 15               | 6                | 13               | 48               | 44               | 51               | 3e             | 7e             | Demi-finale de conférence | Finale               | Finale                       | 17 750                      | 17 862                      |
| 2016          | 1              | MLS                | 34               | 11               | 12               | 11               | 49               | 53               | 45               | 5e             | 11e            | Finale de conférence      | Demi-finale          | Non qualifié                 | 20 669                      | 38 015                      |
| 2017          | 1              | MLS                | 34               | 11               | 6                | 17               | 52               | 58               | 39               | 9e             | 17e            | Non qualifié              | Finale               | Non qualifié                 | 20 046                      | N/Q                         |
| 2018          | 1              | MLS                | 34               | 14               | 4                | 16               | 47               | 53               | 46               | 7e             | 15e            | Non qualifié              | Demi-finale          | Non qualifié                 | 18 281                      | N/Q                         |
| 2019          | 1              | MLS                | 34               | 12               | 5                | 17               | 47               | 60               | 41               | 9e             | 18e            | Non qualifié              | Champion             | Non qualifié                 | 15 347                      | N/Q                         |
| 2020          | 1              | MLS                | 23               | 8                | 2                | 13               | 33               | 43               | 26               | 9e             | 18e            | Premier tour              | Non qualifié         | Quart de finale              | N/A                         | N/A                         |
| 2021          | 1              | MLS                | 34               | 12               | 10               | 12               | 46               | 44               | 46               | 10e            | 18e            | Non qualifié              | Champion             | Non qualifié                 | N/A                         | N/Q                         |
| 2022          | 1              | MLS                | 34               | 20               | 5                | 9                | 63               | 50               | 65               | 2e             | 3e             | Demi-finale de conférence | Demi-finale          | Quart de finale              | 14 828                      | 19 619                      |
| 2023          | 1              | MLS                | 34               | 12               | 17               | 5                | 36               | 52               | 41               | 10e            | 20e            | Non qualifié              | Finale               | Non qualifié                 | 17 552                      | N/Q                         |

### Parcours en Ligue des champions
| Saison    | Compétition                        | Tour                | Équipe                  | Domicile | Extérieur | Cumulé   |
| --------- | ---------------------------------- | ------------------- | ----------------------- | -------- | --------- | -------- |
| 2008-2009 | Ligue des champions de la CONCACAF | Tour préliminaire   | Real Estelí             | 1-0      | 0-0       | 1-0      |
| 2008-2009 | Ligue des champions de la CONCACAF | Phase de groupes    | Joe Public              | 2-0      | 1-4       | Deuxième |
| 2008-2009 | Ligue des champions de la CONCACAF | Phase de groupes    | CF Atlante              | 0-0      | 2-1       | Deuxième |
| 2008-2009 | Ligue des champions de la CONCACAF | Phase de groupes    | CD Olimpia              | 1-1      | 1-2       | Deuxième |
| 2008-2009 | Ligue des champions de la CONCACAF | Quarts de finale    | Santos Laguna           | 2–0      | 2–5       | 4–5      |
| 2013-2014 | Ligue des champions de la CONCACAF | Phase de groupes    | Earthquakes de San José | 1-0      | 3-0       | Deuxième |
| 2013-2014 | Ligue des champions de la CONCACAF | Phase de groupes    | CD Heredia              | 2-0      | 1-0       | Deuxième |
| 2014-2015 | Ligue des champions de la CONCACAF | Phase de groupes    | CD FAS                  | 1-0      | 3-2       | Premier  |
| 2014-2015 | Ligue des champions de la CONCACAF | Phase de groupes    | Red Bulls de New York   | 1-0      | 1-1       | Premier  |
| 2014-2015 | Ligue des champions de la CONCACAF | Quarts de finale    | CF Pachuca              | 1-1      | 2-2       | 3-3      |
| 2014-2015 | Ligue des champions de la CONCACAF | Demi-finales        | LD Alajuelense          | 2-0      | 2-4       | 4-4      |
| 2014-2015 | Ligue des champions de la CONCACAF | Finale              | Club América            | 2-4      | 1-1       | 3-5      |
| 2020      | Ligue des champions de la CONCACAF | Huitièmes de finale | Deportivo Saprissa      | 0-0      | 2-2       | 2-2      |
| 2020      | Ligue des champions de la CONCACAF | Quarts de finale    | CD Olimpia              | 1-2      | 1-0       | 2-2      |
| 2022      | Ligue des champions de la CONCACAF | Huitièmes de finale | Santos Laguna           | 3-0      | 0-1       | 3-1      |
| 2022      | Ligue des champions de la CONCACAF | Quarts de finale    | Cruz Azul               | 1-1      | 0-1       | 1-2      |

### Records

#### Meilleurs buteurs par saison (depuis 2012)
| Saison | Meilleurs buteurs            | Meilleurs buteurs |
| Saison | Joueurs                      | Buts              |
| ------ | ---------------------------- | ----------------- |
| 2012   | Patrice Bernier              | 9                 |
| 2013   | Marco Di Vaio                | 22                |
| 2014   | Marco Di Vaio                | 13                |
| 2015   | Didier Drogba Ignacio Piatti | 12                |
| 2016   | Ignacio Piatti               | 21                |
| 2017   | Ignacio Piatti               | 19                |
| 2018   | Ignacio Piatti               | 16                |
| 2019   | Saphir Taïder                | 10                |
| 2020   | Romell Quioto                | 10                |
| 2021   | Romell Quioto                | 8                 |
| 2022   | Romell Quioto                | 16                |
| 2023   | Mathieu Choinière            | 5                 |
| 2024   | Josef Martínez               | 14                |

#### Individuels

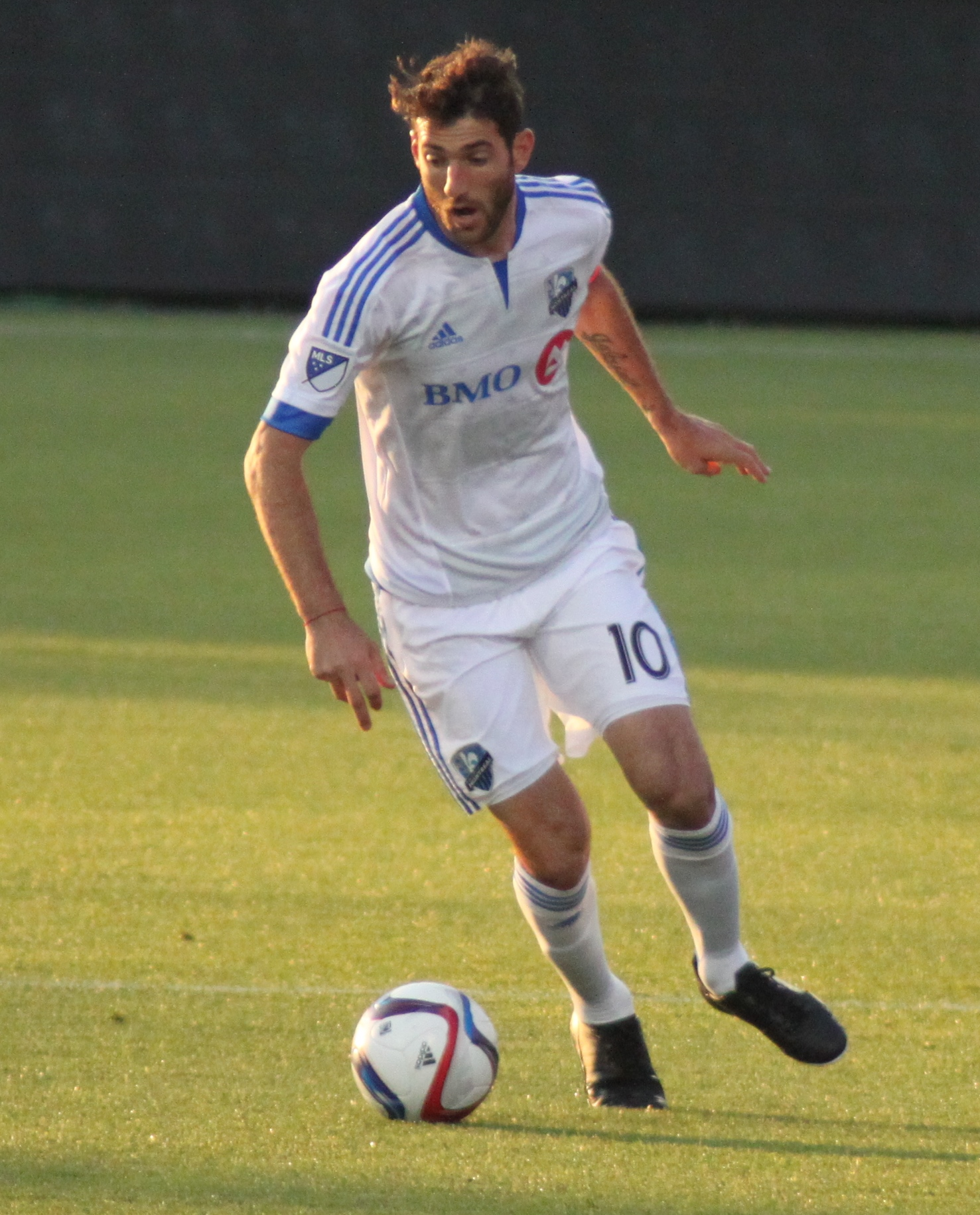
Le meilleur buteur de l'histoire de l'Impact, Ignacio Piatti (2014-2019)

| Joueurs             | Matchs | Buts | Carrière au club                    |
| ------------------- | ------ | ---- | ----------------------------------- |
| Mauro Biello        | 389    | 77   | 1993-1998 puis 2000-2009            |
| Nevio Pizzolitto    | 346    | 12   | 1994-1998 puis 2000-2011            |
| Patrice Bernier     | 261    | 23   | 2000-2002 puis 2012-2017            |
| Patrick Leduc       | 251    | 11   | 2000-2010                           |
| Nick De Santis      | 234    | 21   | 1993-1998 puis 2000-2003            |
| Evan Bush           | 224    | 0    | 2011-2020                           |
| Lloyd Barker        | 208    | 39   | 1993-1997 puis 2001-2004            |
| Patrick Diotte      | 204    | 1    | 1993-1998 puis 2000-2001            |
| Eduardo Sebrango    | 186    | 60   | 2002-2005 puis 2009-2012            |
| Hassoun Camara      | 186    | 11   | 2011-2017                           |
| Adam Braz           | 186    | 0    | 2002, 2004-2006 puis 2008-2010      |
| Samuel Piette       | 177    | 2    | Depuis 2017                         |
| Leonardo Di Lorenzo | 177    | 11   | 2006-2011                           |
| Antonio Ribeiro     | 170    | 14   | 2000-2001, 2003-2008 puis 2010-2011 |
| John Limniatis      | 169    | 2    | 1993-1998 puis 2000-2001            |
| Gabriel Gervais     | 168    | 7    | 2002-2008                           |
| Ignacio Piatti      | 163    | 79   | 2014-2019                           |

| Joueurs          | Matchs | Buts | Carrière au club                |
| ---------------- | ------ | ---- | ------------------------------- |
| Ignacio Piatti   | 163    | 79   | 2014-2019                       |
| Mauro Biello     | 389    | 77   | 1993-1998 puis 2000-2009        |
| Eduardo Sebrango | 186    | 60   | 2002-2005 puis 2009-2012        |
| Marco Di Vaio    | 88     | 40   | 2012-2014                       |
| Lloyd Barker     | 208    | 39   | 1993-1997 puis 2001-2004        |
| Romell Quioto    | 84     | 37   | 2020-2023                       |
| Ali Gerba        | 65     | 28   | 2000, 2003, 2005 puis 2010-2011 |
| Didier Drogba    | 41     | 23   | 2015-2016                       |
| Patrice Bernier  | 261    | 23   | 2000-2002 puis 2012-2017        |
| Roberto Brown    | 83     | 22   | 2007-2010                       |
| Saphir Taïder    | 86     | 22   | 2018-2020                       |
| Nick De Santis   | 234    | 21   | 1993-1998 puis 2000-2003        |
| Tony Donatelli   | 101    | 20   | 2008-2010                       |

#### Collectifs
- Plus grande séquence sans défaite dans une saison : 15 matchs (10 victoires et 5 nuls) en 2005 dans la USL
- Plus grande séquence sans défaite à domicile dans une saison : 10 matchs en 2006 dans la USL
- Plus grand nombre de jeux blancs dans une saison : 10 jeux blancs en 2006 dans la USL
- Plus petit nombre de buts accordés à domicile dans une saison : 4 buts en 14 matchs en 2006 dans la USL
- Première équipe canadienne de la MLS à remporter 11 matchs dans une saison, le 18 août 2012[58]

#### Buts marquants dans l'histoire du club
- 1er but : 14 mai 1993 (au premier match de l'Impact) inscrit par Dino Lopez avec l'aide de Marco Rizi contre le Salsa de Los Angeles
- 100e but : 10 septembre 1995 (au 68e match de l'Impact) inscrit par Mauro Biello avec l'aide de Paulinho contre le Centaurs de New York
- 200e but : 31 août 1997 (au 113e match de l'Impact) inscrit par Darko Kolic sans aide contre le Thunder du Minnesota
- 300e but : 5 août 2001 (au 188e match de l'Impact) inscrit par George Papandreou sans aide contre le Lynx de Toronto
- 400e but : 29 mai 2004 (au 257e match de l'Impact) inscrit par Fred Commodore avec l'aide de Mauro Biello contre le Lynx de Toronto
- 500e but : 11 mai 2007 (au 349e match de l'Impact) inscrit par Frederico Moojen avec l'aide de Mauro Biello contre les Islanders de Porto Rico
- 1er but dans la Major League Soccer : 17 mars 2012 (au 2e match de l'Impact) inscrit par Davy Arnaud contre le Fire de Chicago
- 3 mars 2015 but décisif à la 94e minute inscrit par Cameron Porter sur une passe de Calum Mallace contre CF Pachuca pour une qualification en demi-finale de la Ligue des champions de la CONCACAF 2014-2015.

Progression (moyenne de 1,43 but par match)
- 68 matchs pour les 100 premiers buts (de 1 à 100)
- 45 matchs pour les 100 suivants (de 101 à 200)
- 75 matchs pour les 100 suivants (de 201 à 300)
- 69 matchs pour les 100 suivants (de 301 à 400)
- 92 matchs pour les 100 suivants (de 401 à 500)

## Image et identité

### Équipementiers et commanditaires
| Période   | Équipementier | Commanditaire maillot |
| 1993-1999 | Umbro         | Hydro-Québec          |
| 2000-2011 | Legea         | Saputo                |
| 2012-     | Adidas        | BMO                   |

### Uniformes
Comme toutes les franchises de Major League Soccer, l'Impact de Montréal renouvelle un uniforme tous les deux ans. Ainsi, pour la saison 2020, le maillot domicile est le même que l'an passé tandis que l'uniforme extérieur est nouveau.
- Domicile

| 2012-2013 | 2014-2015 | 2016-2018 | 2019-2020 | 2021-2022 | 2023- |

- Extérieur

| 2012-2014 | 2015-2016 | 2017-2019 | 2020-2022 |  |

- Alternatif

| 2013-2014 |

### Logos
Huit éléments composent le logo de l’Impact de Montréal de 2012 à 2020 :
- Le bleu : c'est la couleur du club depuis ses débuts en 1993. Elle fait référence à la couleur du drapeau national québécois et au fleuve St-Laurent qui borde l’Île de Montréal.
- Les quatre étoiles : elles représentent le peuple fondateur de Montréal (les Français) et les trois autres peuples venus s'y installer : les Anglais, les Irlandais et les Écossais.
- La fleur de lys : c'est l'emblème officiel du Québec, symbole historique de la monarchie française. C’est aussi le symbole utilisé par Jacques Cartier lors de son arrivée en Amérique en 1534. La fleur de lys représente le fait francophone unique et distinct en Amérique. L'ajout de la fleur de lys sur le logo était un vœu de Bernard Landry, Premier ministre du Québec à l'époque de la conception du troisième logo.
- Les rayures noires et bleues : elles font référence aux premières années du club, en particulier à 1994, année où le club a remporté son premier championnat.
- Le foulard et l'angle dans le nom de l’équipe : le foulard représente les supporters. L’angle du foulard quant à elle symbolise la croissance constante et la progression du club à travers les années. C’est également un symbole de continuité, en référence au logo de la saison inaugurale de l’Impact de Montréal en 1993, de même que la version de 2002, sur lesquelles était inscrit le nom du club dans un angle similaire.
- Tous pour gagner : c'est la devise du club qui marque l’importance de l’unité dans la victoire.
- L’écusson : l'écusson est inspiré de l’écu des armoiries de la Ville de Montréal.
- La couleur argent : elle fait référence à la couleur argent utilisée dans les armoiries de la Ville de Montréal.

1993-1995.
1996-2001.
2002-2011.
2012-2020.
2021-2022.
À partir de 2023.

## Infrastructures

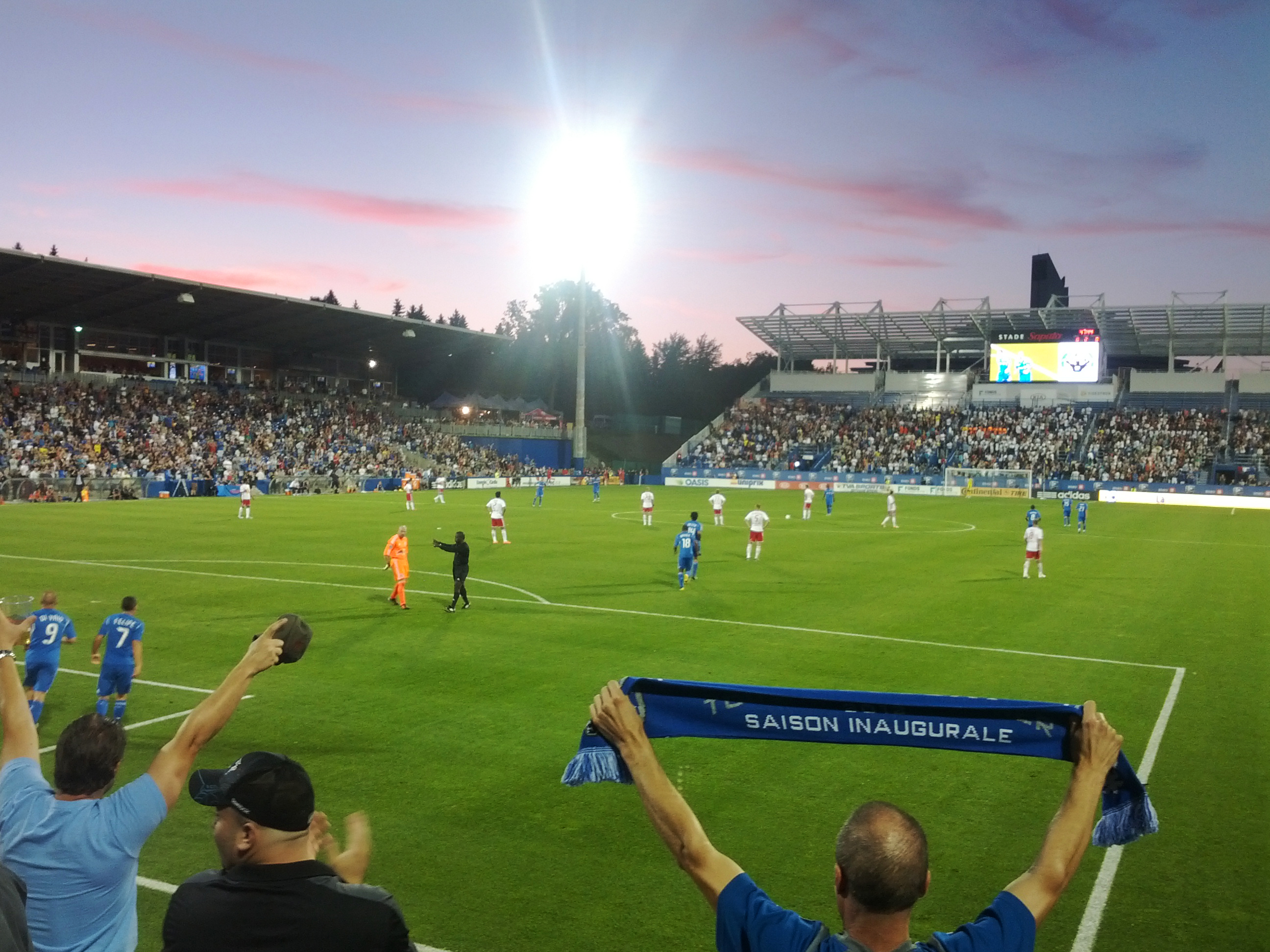
Match de l'Impact de Montréal au Stade Saputo contre New York le 28 juillet 2012.

### Stades
Depuis 2008, l'équipe dispute l'essentiel de ses matchs à domicile au Stade Saputo. Les matchs hivernaux et certaines grandes rencontres se disputent au Stade olympique de Montréal, une enceinte couverte de 65 000 places située à quelques centaines de mètres du Stade Saputo.
Situé dans le Parc olympique, le Stade Saputo est un stade construit spécifiquement pour le soccer et l'Impact de Montréal inauguré en 2008. Depuis 2012, il peut accueillir 20 521 spectateurs.
Avant 2008, les parties locales étaient jouées au Complexe sportif Claude-Robillard.

### Centre d'entrainement
Depuis mai 2015, l'Impact de Montréal s'entraîne à la Caserne Letourneux, où se trouve leur centre d'entraînement. Le 5 septembre 2014, le club avait annoncé avoir fait l'acquisition de la Caserne Letourneux pour en faire son nouveau centre d'entrainement. Anciennement, l'Impact s'entraînait au Complexe sportif Claude-Robillard. Le centre d'entrainement est officiellement inauguré pour la saison 2016 et se nomme le Centre Nutrilait.

### Académie de soccer
article détaillé: Académie du Club de Foot Montréal
En plus de l'équipe première qui évolue dans la MLS depuis la saison 2012, l'Impact compte les sections suivantes :
- une équipe réserve créée en 2012 et qui a évolué en MLS Reserve Division de 2012 à 2014. Pour la saison 2015, elle est rebaptisée FC Montréal et rejoint la USL.
- une académie de soccer qui regroupe plusieurs équipes selon les classes d'âge :
  - une équipe U18 composée de jeunes des catégories U17 et U18 et qui évolue dans la U.S. Soccer Development Academy depuis la saison 2012-2013
  - une équipe U16 composée de jeunes des catégories U15 et U16 et qui évolue dans la U.S. Soccer Development Academy depuis la saison 2012-2013
  - une équipe espoirs B U14
  - une équipe espoirs A U13
  - une équipe U21 qui a évolué en Ligue canadienne de soccer de 2010 à 2012.
  - une équipe U23 qui a évolué en PDL
  - Un programme féminin composé d’une équipe U18F évoluant dans la Ligue1 Québec féminine et d’une équipe U16F en compétition dans la Ligue Espoir Québec.

## Personnalités historiques du club

### Dirigeants
| Nom                 | Rôle                      | Période                  |
| ------------------- | ------------------------- | ------------------------ |
| Joey Saputo         | Propriétaire              | 1992-1999 et depuis 2002 |
| Gabriel Gervais     | Président                 | Depuis 2022              |
| Olivier Renard      | Directeur sportif         | Depuis 2019              |
| Vassili Cremanzidis | Directeur sportif adjoint | Depuis 2020              |
| Patrick Leduc       | Directeur de l'académie   | Depuis 2020              |

La direction de l'Impact est remaniée début 2011 en vue de préparer de l'accession à la MLS un an plus tard. Nick De Santis est nommé directeur sportif et travaille depuis en binôme avec le président Joey Saputo à la direction du club. Matt Jordan est dans le même temps nommé au poste de directeur des opérations soccer pour les seconder. Ils s'occupent entre autres de la supervision du championnat universitaire américain, la NCAA, et du repêchage lors du MLS SuperDraft.

### Entraîneurs
Le tableau suivant présente la liste des entraîneurs du club depuis 1993.
| Rang | Entraîneur               | Nationalité | Début            | Fin               | Ligue                  | Matchs                                          | Victoires                                       | Nuls                                            | Défaites                                        | % victoires                                     | Palmarès                                                              |
| ---- | ------------------------ | ----------- | ---------------- | ----------------- | ---------------------- | ----------------------------------------------- | ----------------------------------------------- | ----------------------------------------------- | ----------------------------------------------- | ----------------------------------------------- | --------------------------------------------------------------------- |
| 1    | Eddie Firmani            | Italie      | 2 février 1993,  | 29 juin 1994      | APSL                   | 24                                              | 11                                              | -                                               | 13                                              | 45.83%                                          |                                                                       |
| 2    | Valerio Gazzola          | Canada      | 29 juin 1994     | 17 septembre 1997 | APSL A-League          | 114                                             | 79                                              | -                                               | 35                                              | 69.3%                                           | 1x APSL (1994)                                                        |
| -    | Johan Aarnio             | Chili       | 21 octobre 1997  | 10 février 1998   | NPSL                   | Entraîneur pour le soccer intérieur (1997-1998) | Entraîneur pour le soccer intérieur (1997-1998) | Entraîneur pour le soccer intérieur (1997-1998) | Entraîneur pour le soccer intérieur (1997-1998) | Entraîneur pour le soccer intérieur (1997-1998) | Entraîneur pour le soccer intérieur (1997-1998)                       |
| 3    | Paul Kitson              | Angleterre  | 10 février 1998  | Printemps 1999    | A-League               | 31                                              | 22                                              | -                                               | 9                                               | 70.97%                                          |                                                                       |
| -    | Tasso Koutsoukos         | Canada      | 11 août 1999     | 15 mars 2000      | NPSL                   | Entraîneur pour le soccer intérieur (1999-2000) | Entraîneur pour le soccer intérieur (1999-2000) | Entraîneur pour le soccer intérieur (1999-2000) | Entraîneur pour le soccer intérieur (1999-2000) | Entraîneur pour le soccer intérieur (1999-2000) | Entraîneur pour le soccer intérieur (1999-2000)                       |
| -    | John Limniatis           | Canada      | 15 mars 2000     | 18 avril 2000     | NPSL                   | Entraîneur pour le soccer intérieur (2000)      | Entraîneur pour le soccer intérieur (2000)      | Entraîneur pour le soccer intérieur (2000)      | Entraîneur pour le soccer intérieur (2000)      | Entraîneur pour le soccer intérieur (2000)      | Entraîneur pour le soccer intérieur (2000)                            |
| 4    | Zoran Jankovic           | Yougoslavie | 18 avril 2000    | 8 juin 2000       | A-League               | 4                                               | 1                                               | 0                                               | 3                                               | 25%                                             |                                                                       |
| 5    | Valerio Gazzola          | Canada      | 9 juin 2000      | 24 juillet 2001   | A-League               | 40                                              | 16                                              | 4                                               | 20                                              | 40%                                             |                                                                       |
| 6    | Nick De Santis (intérim) | Canada      | 24 juillet 2001  | 23 janvier 2002   | A-League               | 10                                              | 5                                               | 1                                               | 4                                               | 50%                                             |                                                                       |
| 7    | Bob Lilley               | États-Unis  | 23 janvier 2002  | 7 octobre 2003    | A-League               | 62                                              | 33                                              | 11                                              | 18                                              | 53.23%                                          | 2x Coupe des Voyageurs (2002, 2003)                                   |
| 8    | Nick De Santis           | Canada      | 20 novembre 2003 | 10 juin 2008      | A-League               | 134                                             | 70                                              | 34                                              | 30                                              | 52.24%                                          | 2x USL-1 (2004, 2009) 4x Coupe des Voyageurs (2004, 2005, 2006, 2007) |
| 9    | John Limniatis           | Canada      | 10 juin 2008     | 14 mai 2009       | USL-1                  | 42                                              | 19                                              | 9                                               | 14                                              | 45.24%                                          | 1x Championnat canadien (2008)                                        |
| 10   | Marc Dos Santos          | Canada      | 14 mai 2009      | 28 juin 2011      | USL-1 USSF D2          | 87                                              | 35                                              | 19                                              | 33                                              | 40.23%                                          |                                                                       |
| 11   | Nick De Santis (intérim) | Canada      | 28 juin 2011     | 1er octobre 2011  | NASL                   | 16                                              | 7                                               | 5                                               | 4                                               | 43.75%                                          |                                                                       |
| 12   | Jesse Marsch             | États-Unis  | 1er octobre 2011 | 3 novembre 2012   | MLS                    | 36                                              | 12                                              | 7                                               | 17                                              | 33.33%                                          |                                                                       |
| -    | Mauro Biello (intérim)   | Canada      | 5 novembre 2012  | 6 janvier 2013    | Tournée d'après-saison | Tournée d'après-saison                          | Tournée d'après-saison                          | Tournée d'après-saison                          | Tournée d'après-saison                          | Tournée d'après-saison                          | Tournée d'après-saison                                                |
| 13   | Marco Schällibaum        | Suisse      | 6 janvier 2013   | 18 décembre 2013  | MLS                    | 43                                              | 17                                              | 9                                               | 17                                              | 39.53%                                          | 1x Championnat canadien (2013)                                        |
| 14   | Frank Klopas             | États-Unis  | 18 décembre 2013 | 30 août 2015      | MLS                    | 75                                              | 21                                              | 20                                              | 34                                              | 28%                                             | 1x Championnat canadien (2014)                                        |
| 15   | Mauro Biello             | Canada      | 30 août 2015,    | 23 octobre 2017   | MLS                    | 93                                              | 36                                              | 22                                              | 35                                              | 38.71%                                          |                                                                       |
| 16   | Rémi Garde               | France      | 8 novembre 2017  | 21 août 2019      | MLS                    | 67                                              | 28                                              | 9                                               | 30                                              | 41.79%                                          |                                                                       |
| 17   | Wilmer Cabrera (intérim) | Colombie    | 21 août 2019     | 24 octobre 2019   | MLS                    | 9                                               | 3                                               | 1                                               | 5                                               | 33.33%                                          | 1x Championnat canadien (2019)                                        |
| 18   | Thierry Henry            | France      | 14 novembre 2019 | 25 février 2021   | MLS                    | 28                                              | 8                                               | 4                                               | 16                                              | 28.57%                                          |                                                                       |
| 19   | Wilfried Nancy           | France      | 8 mars 2021      | 6 décembre 2022   | MLS                    | 79                                              | 37                                              | 17                                              | 25                                              | 46.84%                                          | 1x Championnat canadien (2021)                                        |
| 20   | Hernán Losada            | Argentine   | 21 décembre 2022 | 9 novembre 2023   | MLS                    | 40                                              | 16                                              | 5                                               | 19                                              | 40%                                             |                                                                       |
| 21   | Laurent Courtois         | France      | 8 janvier 2024   | 24 mars 2025      | MLS                    | x                                               | x                                               | x                                               | x                                               | x                                               |                                                                       |
| 22   | Marco Donadel            | Italie      | 24 mars 2025     | -                 | MLS                    | x                                               | x                                               | x                                               | x                                               | x                                               |                                                                       |

### Joueurs emblématiques

#### Mur de la renommée
Le mur de la renommée est instauré en 2018 pour le 25e anniversaire du club et permet au club d'honorer les joueurs marquant de son histoire qu'il choisit en fonction de certains critères,.
- Gabriel Gervais
- Nevio Pizzolitto
- Greg Sutton

### Effectif actuel (2025)
En grisé, les sélections de joueurs internationaux chez les jeunes mais n'ayant jamais été appelés aux échelons supérieurs une fois l'âge-limite dépassé ou les joueurs ayant pris leur retraite internationale.
Note : Le numéro 20 a été retiré par le club. En effet, le 20 représente le numéro que portait Mauro Biello, joueur le plus capé de l’histoire du club.
| Joueurs prêtés |    |                      |                         |                     |                 |               |           |  |
| \| N° \| P. \| Nat. \| Nom \| Date de naissance \| Sélection \| Club en prêt \| Contrat \| \| \| – \| D \| \| Jahkeele Marshall-Rutty \| 16/06/2004 (21 ans) \| Canada -15 ans \| Charlotte FC \| 2024-2027 \| \| \| \| \| \| \| \| \| \| \| \| \| – \| M \| \| Michael Adedokun \| 27/05/2001 (24 ans) \| – \| Lexington SC \| 2024-2025 \| \| \| – \| M \| \| Alessandro Biello \| 07/04/2006 (19 ans) \| Canada -20 ans \| HFX Wanderers \| 2024-2025 \| \| \| \| \| \| \| \| \| \| \| \| \| – \| A \| \| Matías Cóccaro \| 15/11/1997 (27 ans) \| Uruguay -20 ans \| Atlas FC \| 2024-2026 \| \| |    |                      |                         |                     |                 |               |           |  |
| N° | P. | Nat.                 | Nom                     | Date de naissance   | Sélection       | Club en prêt  | Contrat   |  |
| – | D  | Drapeau du Canada    | Jahkeele Marshall-Rutty | 16/06/2004 (21 ans) | Canada -15 ans  | Charlotte FC  | 2024-2027 |  |
| |    |                      |                         |                     |                 |               |           |  |
| – | M  | Drapeau du Nigeria   | Michael Adedokun        | 27/05/2001 (24 ans) | –               | Lexington SC  | 2024-2025 |  |
| – | M  | Drapeau du Canada    | Alessandro Biello       | 07/04/2006 (19 ans) | Canada -20 ans  | HFX Wanderers | 2024-2025 |  |
| |    |                      |                         |                     |                 |               |           |  |
| – | A  | Drapeau de l'Uruguay | Matías Cóccaro          | 15/11/1997 (27 ans) | Uruguay -20 ans | Atlas FC      | 2024-2026 |  |

| N° | P. | Nat.                 | Nom                     | Date de naissance   | Sélection       | Club en prêt  | Contrat   |  |
| –  | D  | Drapeau du Canada    | Jahkeele Marshall-Rutty | 16/06/2004 (21 ans) | Canada -15 ans  | Charlotte FC  | 2024-2027 |  |
|    |    |                      |                         |                     |                 |               |           |  |
| –  | M  | Drapeau du Nigeria   | Michael Adedokun        | 27/05/2001 (24 ans) | –               | Lexington SC  | 2024-2025 |  |
| –  | M  | Drapeau du Canada    | Alessandro Biello       | 07/04/2006 (19 ans) | Canada -20 ans  | HFX Wanderers | 2024-2025 |  |
|    |    |                      |                         |                     |                 |               |           |  |
| –  | A  | Drapeau de l'Uruguay | Matías Cóccaro          | 15/11/1997 (27 ans) | Uruguay -20 ans | Atlas FC      | 2024-2026 |  |

## Équipe réserve: le FC Montréal

### Histoire
En 2012, l'organisation de l'Impact de Montréal décide de la création d'une équipe réserve, intégrant alors la MLS Reserve Division. Mais lorsque cette ligue réservée aux équipes de développement des franchises de MLS disparaît en 2014, l'Impact annonce la création d'une nouvelle équipe en United Soccer League, la troisième division nord-américaine, le 4 septembre 2014.
Le 9 décembre 2016, et après deux saisons difficiles dans la USL, l'Impact de Montréal annonce que son club-école du FC Montréal ne sera pas de retour sur les terrains en 2017, préférant un partenariat avec le Fury d'Ottawa qui rejoint la USL cette même année. Par cette mesure, l'Impact accroît alors sa présence dans la région de l'Outaouais tout en affirmant que les joueurs évoluant dans l'équipe U18 continueront à accéder à l'équipe première. Trois saisons plus tard, c'est au tour du Fury d'Ottawa d'annoncer l'arrêt de ses activités.

### Stade

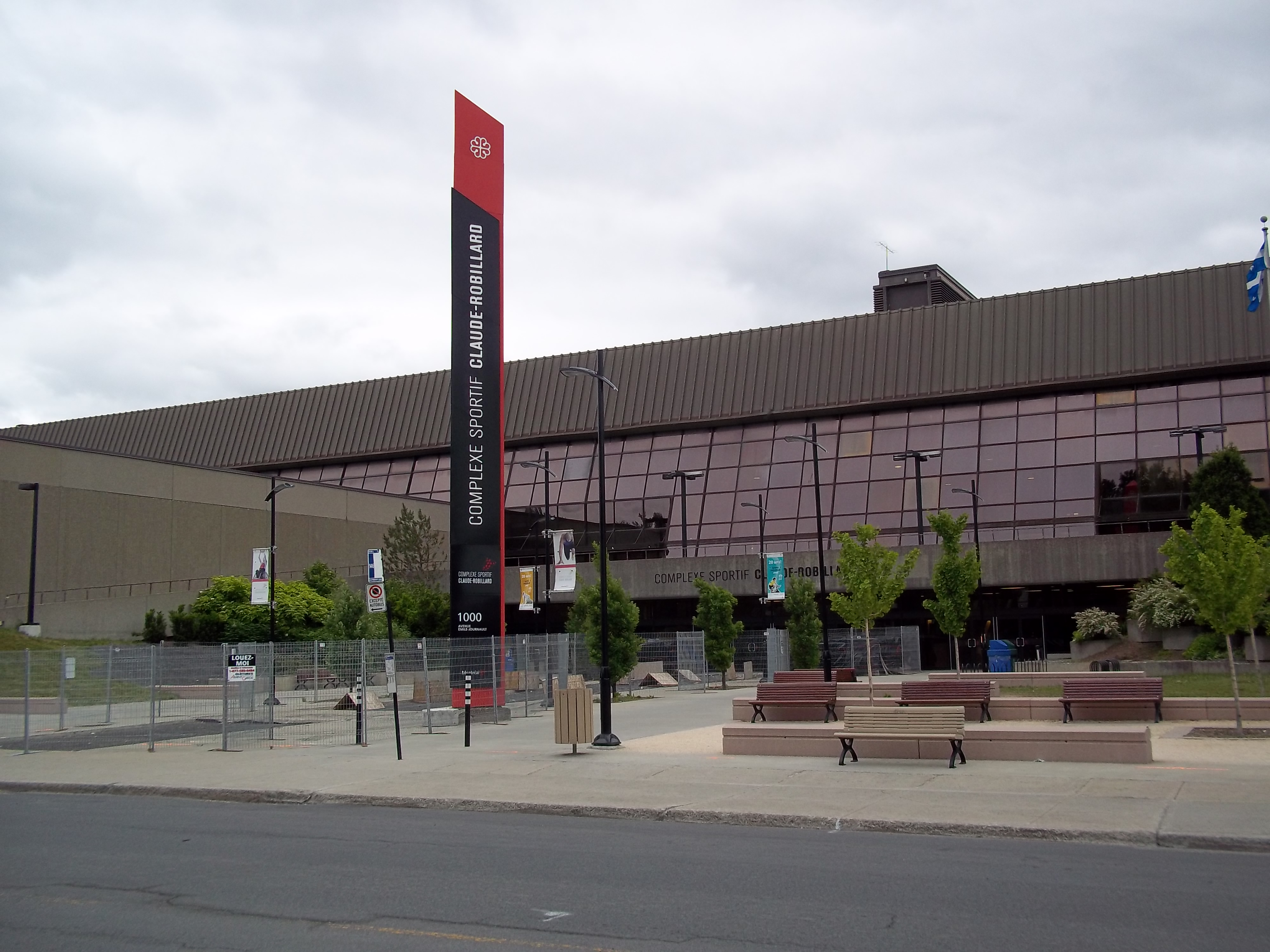
L'entrée du Complexe sportif Claude-Robillard.

Durant la saison 2015, le FC Montréal évolue sur le terrain annexe au Stade Saputo en attendant la fin des rénovations du Complexe sportif Claude-Robillard.

### Bilan par saison
| Saison | Niv. | Ligue                | Saison régulière | Saison régulière | Saison régulière | Saison régulière | Saison régulière | Saison régulière | Saison régulière | Position | Position | Séries        | Affl. moy. saison régulière | Affl. moy. séries éliminat. |
| Saison | Niv. | Ligue                | M                | V                | N                | D                | BP               | BC               | Pts              | Conf.    | Ligue    | Séries        | Affl. moy. saison régulière | Affl. moy. séries éliminat. |
| ------ | ---- | -------------------- | ---------------- | ---------------- | ---------------- | ---------------- | ---------------- | ---------------- | ---------------- | -------- | -------- | ------------- | --------------------------- | --------------------------- |
| 2012   | -    | MLS Reserve Division | 10               | 7                | 1                | 2                | 19               | 10               | 22               | 2e/7     | 2e/19    | Pas de séries | N/C                         | N/A                         |
| 2013   | -    | MLS Reserve Division | 11               | 4                | 3                | 4                | 16               | 13               | 15               | 4e/7     | 7e/15    | Pas de séries | N/C                         | N/A                         |
| 2014   | -    | MLS Reserve Division | 8                | 3                | 1                | 4                | 8                | 8                | 10               | -        | 4e/8     | Pas de séries | N/C                         | N/A                         |
| 2015   | 3    | USL                  | 28               | 8                | 4                | 16               | 32               | 46               | 28               | 10e/12   | 22e/24   | Non qualifié  | 313                         | N/Q                         |
| 2016   | 3    | USL                  | 30               | 7                | 2                | 21               | 35               | 57               | 23               | 14e/14   | 28e/29   | Non qualifié  | 243                         | N/Q                         |

### Meilleurs buteurs par saison
| Saison | Meilleurs buteurs     | Meilleurs buteurs |
| Saison | Joueurs               | Buts              |
| ------ | --------------------- | ----------------- |
| 2012   | Sanna Nyassi          | 3                 |
| 2013   | Blake Smith           | 5                 |
| 2014   | Anthony Jackson-Hamel | 3                 |
| 2015   | Alessandro Riggi      | 9                 |
| 2016   | Anthony Jackson-Hamel | 9                 |

### Entraîneurs
Le tableau suivant présente la liste des entraîneurs du club de 2015 à 2016.
| Rang | Entraîneur          | Nationalité | Début            | Fin             | Matchs | Victoires | Nuls | Défaites | % victoires | Palmarès |
| ---- | ------------------- | ----------- | ---------------- | --------------- | ------ | --------- | ---- | -------- | ----------- | -------- |
| 1    | Philippe Eullaffroy | France      | 17 novembre 2014 | 9 décembre 2016 | 58     | 15        | 6    | 37       | 25.86%      |          |

## Diffuseurs
Le diffuseur officiel de l'Impact de Montréal est TVA Sports. La chaîne sportive présente les parties de l'Impact en MLS. Les rencontres du championnat canadien sont quant à elles diffusées sur RDS. Au niveau radiophonique, toutes les parties de l'Impact sont retransmises sur les ondes de la radio anglophone TSN Radio 690, ainsi qu'une majorité des rencontres sur la radio francophone 98,5 FM Depuis 2020, les droits radiophoniques francophones appartiennent au 91.9 Sports.

## Couverture médiatique de l'Impact
En plus des traditionnelles médias numériques tel que leur propre diffuseur TVA Sports et RDS lors des compétitions hors MLS, l'Impact profite d'un choix de plateformes alternatives couvrant le club. Effectivement, plusieurs balados et autre médias moins traditionnels se démarquent sur la couverture sur et hors terrain de l'Impact. Parmi ceux-ci, nous pouvons voir le KAN FC, IMFC Radio, le Podcast BBN, Couscous PiriPiri (CCPP), The Ball is Round Montreal et en espagnol, Radio Sports MTL. De plus, TVA Sports et RDS ont aussi développé leurs propres émissions en balado avec respectivement XI MTL et Loin de s'en Foot.

## Rentabilité et revenus
En 2012, selon une étude du magazine économique Forbes, l'Impact de Montréal valait 96 millions de dollars américains à sa première année en MLS. L'Impact a généré des profits de 3,4 millions de dollars américains sur des revenus de 26,2 millions. En 2015, selon une étude du magazine économique Forbes, l'Impact de Montréal valait 128 millions de dollars américains au 14e rang de la MLS. L'Impact a subi un déficit d'exploitation de 3 millions de dollars sur des revenus de 22 millions de dollars en 2014.

## Soutien et image

### Groupes de supporters
Le groupe de supporteurs le plus ancien s'appelle les Ultras Montréal, plutôt connu sous le nom de UM02 (Ultras Montréal 2002). Ce groupe a été créé en 2002. Le kop se situe à la section 132 du Stade Saputo, le domicile de l'Impact.
Un second groupe a été formé en 2011, le 127 Montréal, à l'approche de la MLS à Montréal. Comme son nom l'indique, ce groupe est placé en section 127 du domicile du onze montréalais. Se définissant comme un groupe très actif en tribune, il s'avoue néanmoins plus détendu que d'autres groupes de supporteurs en Amérique du Nord.
En 2015 a été fondé Impact LGBT+, un groupe de supporteurs et supportrices LGBT, une première pour un club de MLS canadien. Ce groupe prône des valeurs d'inclusion, de respect et de luttes contre les discriminations : racisme, sexisme et toutes les LGBT-phobies.
En 2016, le groupe 1642 est fondé et se situe à l'arrière du filet à l'opposé de la tour du Stade olympique de Montréal. Elle est la maison de la cloche (l'Étoile du Nord) qui sonne à chaque but et à chaque victoire.

### Rivalités
L'arrivée en 2012 de l'Impact de Montréal dans la Major League Soccer, viendra encore davantage alimenter la rivalité avec le Toronto FC: Montréal et Toronto possédant déjà une bonne base de partisans ultras opposés les uns aux autres lors des matchs du Championnat canadien. Montréal et Toronto sont les deux grandes villes, respectivement francophone et anglophone, du Canada. La rivalité culturelle de ses deux villes ne se limite pas aux frontières du terrain.

#### Records d'affluences
| Date             | Nombre de spectateurs | Stade           | Adversaire            | Score                   | Compétition                        | Notes |
| ---------------- | --------------------- | --------------- | --------------------- | ----------------------- | ---------------------------------- | --- |
| 22 novembre 2016 | 61 004                | Stade olympique | Toronto FC            | 3 - 2 pour l'Impact     | MLS                                | Match aller de la finale de l'est de la MLS |
| 29 avril 2015    | 61 004                | Stade olympique | Club América          | 4 - 2 pour Club América | Ligue des champions de la CONCACAF | Finale retour de la Ligue des champions 2014-2015 Record d'affluence pour un match de soccer au Canada et deuxième place dans le livre des records du tournoi de la CONCACAF |
| 12 mai 2012      | 60 860                | Stade olympique | Galaxy de Los Angeles | 1 - 1                   | MLS                                | Match contre David Beckham et les champions en titre de la coupe MLS |
| 17 mars 2012     | 58 912                | Stade olympique | Fire de Chicago       | 1 - 1                   | MLS                                | Premier match dans la MLS de l'histoire du club |
| 25 février 2009  | 55 571                | Stade olympique | Santos Laguna         | 2 - 0 pour l'Impact     | Ligue des champions de la CONCACAF | Quart-de-finale aller de la Ligue des champions 2008-2009 |

### Récipiendaires du Trophée Giuseppe Saputo
| Saison | Joueur de l'année   | Nouveau venu de l’année             | Quatrième étoile  | Joueur défensif de l’année | Joueur offensif de l’année | Trophée Jason-Di-Tullio |
| ------ | ------------------- | ----------------------------------- | ----------------- | -------------------------- | -------------------------- | ----------------------- |
| 1992   | Patrice Ferri       | Non décerné                         | Non décerné       | Non décerné                | Non décerné                | Non décerné             |
| 1995   | Jean Harbor         | Non décerné                         | Non décerné       | Non décerné                | Non décerné                | Non décerné             |
| 1995   | Lloyd Barker        | Non décerné                         | Non décerné       | Non décerné                | Non décerné                | Non décerné             |
| 1996   | Paolo Ceccarelli    | Non décerné                         | Non décerné       | Non décerné                | Non décerné                | Non décerné             |
| 1997   | Mauro Biello        | Non décerné                         | Non décerné       | Non décerné                | Non décerné                | Non décerné             |
| 1998   | Mauro Biello        | Non décerné                         | Non décerné       | Non décerné                | Non décerné                | Non décerné             |
| 1999   | Saison annulée      | Saison annulée                      | Saison annulée    | Saison annulée             | Saison annulée             | Saison annulée          |
| 2000   | Jim Larkin          | Non décerné                         | Non décerné       | Non décerné                | Non décerné                | Non décerné             |
| 2001   | Mauro Biello        | Non décerné                         | Non décerné       | Non décerné                | Non décerné                | Non décerné             |
| 2002   | Eduardo Sebrango    | Zé Roberto                          | Jason DiTullio    | Gabriel Gervais            | Non décerné                | Non décerné             |
| 2003   | Greg Sutton         | Martin Nash                         | David Fronimadis  | Gabriel Gervais            | Non décerné                | Non décerné             |
| 2004   | Gabriel Gervais     | Sandro Grande                       | Zé Roberto        | Greg Sutton                | Non décerné                | Non décerné             |
| 2005   | Mauro Biello        | Lars Lyssand et Masahiro Fukasawa   | Mauricio Vincello | Nevio Pizzolitto           | Non décerné                | Non décerné             |
| 2006   | Mauricio Vincello   | Leonardo Di Lorenzo                 | Andrew Weber      | Gabriel Gervais            | Non décerné                | Non décerné             |
| 2007   | Leonardo Di Lorenzo | Matt Jordan                         | Simon Gatti       | Mauricio Vincello          | Charles Gbeke              | Non décerné             |
| 2008   | Matt Jordan         | Stefano Pesoli                      | Joey Gjertsen     | Nevio Pizzolitto           | Non décerné                | Non décerné             |
| 2009   | David Testo         | Nevio Pizzolitto                    | Stephen deRoux    | Adam Braz                  | Non décerné                | Non décerné             |
| 2010   | Philippe Billy      | Ali Gerba                           | Tony Donatelli    | Philippe Billy             | Non décerné                | Non décerné             |
| 2011   | Hassoun Camara      | Siniša Ubiparipović et Ian Westlake | Simon Gatti       | Evan Bush                  | Non décerné                | Non décerné             |
| 2012   | Patrice Bernier     | Non décerné                         | Non décerné       | Non décerné                | Non décerné                | Non décerné             |
| 2013   | Marco Di Vaio       | Non décerné                         | Non décerné       | Non décerné                | Non décerné                | Non décerné             |
| 2014   | Andrés Romero       | Non décerné                         | Non décerné       | Non décerné                | Non décerné                | Non décerné             |
| 2015   | Ignacio Piatti      | Non décerné                         | Non décerné       | Laurent Ciman              | Non décerné                | Non décerné             |
| 2016   | Ignacio Piatti      | Non décerné                         | Non décerné       | Hassoun Camara             | Non décerné                | Non décerné             |
| 2017   | Ignacio Piatti      | Non décerné                         | Non décerné       | Daniel Lovitz              | Non décerné                | Non décerné             |
| 2018   | Ignacio Piatti      | Non décerné                         | Non décerné       | Evan Bush                  | Non décerné                | Non décerné             |
| 2019   | Orji Okwonkwo       | Non décerné                         | Non décerné       | Bacary Sagna               | Non décerné                | Non décerné             |
| 2020   | Romell Quioto       | Non décerné                         | Non décerné       | Luis Binks                 | Non décerné                | Non décerné             |
| 2021   | Djordje Mihailovic  | Non décerné                         | Non décerné       | Rudy Camacho               | Non décerné                | Non décerné             |
| 2022   | Romell Quioto       | Non décerné                         | Non décerné       | Alistair Johnston          | Non décerné                | Tomas Giraldo           |
| 2023   | Mathieu Choinière   | Non décerné                         | Non décerné       | Jonathan Sirois            | Non décerné                | Mathieu Choinière       |